# Persone di nome Zachary
| Questa pagina contiene informazioni ricavate automaticamente dalle voci biografiche con l'ausilio del template Bio e di un bot. L'aggiornamento è periodico e automatico e ricostruisce completamente la pagina. Se manca una persona in questa lista, sei pregato di non aggiungerla, ma accertati piuttosto che la sua voce biografica contenga il template Bio e che i dati anagrafici siano correttamente compilati. Se il template Bio manca, inseriscilo tu stesso o, in alternativa, metti l'avviso {{tmp\|Bio}} che ne segnala la mancanza. Se i dati riportati sono sbagliati, correggi direttamente la voce biografica; le modifiche saranno visibili in questa lista entro pochi giorni. Per chiarimenti vedi il progetto antroponimi. La lista contiene solo le 112 persone che sono citate nell'enciclopedia e per le quali è stato implementato correttamente il template Bio. Pagina aggiornata al 6 ago 2025. |

Questa è una lista di persone presenti nell'enciclopedia che hanno il nome Zachary, suddivise per attività principale.

## Arbitri di pallacanestro(1)
- Zach Zarba, arbitro di pallacanestro statunitense (Brooklyn, n. 1975)

## Artisti marziali misti(1)
- Zach Makovsky, artista marziale misto statunitense (Atlanta, n. 1982)

## Attori(18)
- Zachary Ansley, attore canadese (Vancouver, n. 1972)
- Zachary Baharov, attore bulgaro (Sofia, n. 1980)
- Zachary Bennett, attore canadese (London, n. 1980)
- Zachary Booth, attore statunitense (Irvington, n. 1983)
- Zach Braff, attore, regista e sceneggiatore statunitense (South Orange, n. 1975)
- Zac Efron, attore e cantante statunitense (San Luis Obispo, n. 1987)
- Zach Galligan, attore statunitense (New York, n. 1964)
- Zachary Garred, attore australiano (Newcastle, n. 1986)
- Zach Gilford, attore statunitense (Evanston, n. 1982)
- Zachary Gordon, attore, doppiatore e cantante statunitense (Oak Park, n. 1998)
- Zachary Knighton, attore statunitense (Alexandria, n. 1978)
- Zachary Levi, attore statunitense (Lake Charles, n. 1980)
- Zach McGowan, attore e doppiatore statunitense (New York, n. 1981)
- Zachary Quinto, attore e produttore cinematografico statunitense (Pittsburgh, n. 1977)
- Zach Roerig, attore statunitense (Montpelier, n. 1985)
- Zachary Scott, attore statunitense (Austin, n. 1914 - Austin, † 1965)
- Zach Tinker, attore statunitense (New York, n. 1994)
- Zachary Williams, attore statunitense (Beverly Hills, n. 1994)

## Bassi-baritoni(1)
- Zachary James, basso-baritono e attore teatrale statunitense (Providence, n. 1981)

## Calciatori(12)
- Zac Anderson, ex calciatore australiano (Ayr, n. 1991)
- Zachary Athekame, calciatore svizzero (Vanløse, n. 2004)
- Zachary Brault-Guillard, calciatore canadese (Delmas, n. 1998)
- Zachary Elbouzedi, calciatore irlandese (Dublino, n. 1998)
- Zachary Grech, calciatore maltese (n. 2000)
- Zachary Herivaux, calciatore haitiano (Suita, n. 1996)
- Zac MacMath, calciatore statunitense (St. Petersburg, n. 1991)
- Zach Pfeffer, ex calciatore statunitense (Dresher, n. 1995)
- Zach Robinson, calciatore inglese (Lambeth, n. 2002)
- Zachary Scerri, calciatore maltese (n. 1996)
- Zak Vyner, calciatore inglese (Bath, n. 1997)
- Zach Wells, ex calciatore statunitense (Costa Mesa, n. 1981)

## Canottieri(1)
- Zac Purchase, canottiere britannico (Cheltenham, n. 1986)

## Cantanti(3)
- Zachary Francis Condon, cantante, musicista e compositore statunitense (Santa Fe, n. 1986)
- Two Feet, cantante e produttore discografico statunitense (New York, n. 1993)
- Zachary Stevens, cantante statunitense (Tampa, n. 1966)

## Cantautori(4)
- ZP Theart, cantautore e chitarrista sudafricano (Clanwilliam, n. 1975)
- Zac Farro, cantautore, polistrumentista e fotografo statunitense (Voorhees, n. 1990)
- Zachary Richard, cantautore, chitarrista e fisarmonicista statunitense (Scott, n. 1950)
- Zach Sobiech, cantautore statunitense (Saint Paul, n. 1995 - Lakeland, † 2013)

## Cestisti(17)
- Zach Andrews, ex cestista e stuntman statunitense (Oakland, n. 1985)
- Zach Auguste, cestista statunitense (Cambridge, n. 1993)
- Zach Brown, cestista statunitense (Houston, n. 1995)
- Zack Clayton, cestista e arbitro di pugilato statunitense (Contea di Gloucester, n. 1913 - Filadelfia, † 1997)
- Zach Copeland, cestista statunitense (Oakland, n. 1997)
- Zac Cuthbertson, cestista statunitense (New Bern, n. 1996)
- Zach Edey, cestista canadese (Toronto, n. 2002)
- Zach Graham, cestista statunitense (Suwanee, n. 1989)
- Zach LaVine, cestista statunitense (Renton, n. 1995)
- Zach LeDay, cestista statunitense (Dallas, n. 1994)
- Zach Norvell, cestista statunitense (Chicago, n. 1997)
- Zach Randolph, ex cestista statunitense (Marion, n. 1981)
- Zack Rosen, ex cestista statunitense (Colonia, n. 1989)
- Zac Seljaas, cestista statunitense (Bountiful, n. 1997)
- Zachary Simmons, cestista statunitense (Abilene, n. 1999)
- Zach Smith, cestista statunitense (Dallas, n. 1996)
- Zach Thomas, cestista statunitense (Maplewood, n. 1996)

## Chitarristi(2)
- Zacky Vengeance, chitarrista e cantante statunitense (Olympia, n. 1981)
- Zachary Smith, chitarrista e cantautore statunitense

## Danzatori(1)
- Zachary Catazaro, ballerino statunitense (Canton, n. 1989)

## Danzatori su ghiaccio(1)
- Zachary Donohue, danzatore su ghiaccio statunitense (Hartford, n. 1991)

## Esploratori(1)
- Zachary Hickes, esploratore britannico (Stepney, n. 1739 - † 1771)

## Giocatori di baseball(5)
- Zach Britton, giocatore di baseball statunitense (Panorama City, n. 1987)
- Zack Collins, giocatore di baseball statunitense (Pembroke Pines, n. 1995)
- Zack Cozart, giocatore di baseball statunitense (Memphis, n. 1985)
- Zach Lutz, giocatore di baseball statunitense (Reading, n. 1986)
- Zack Wheeler, giocatore di baseball statunitense (Smyrna, n. 1990)

## Giocatori di football americano(20)
- Zachary Blair, giocatore di football americano statunitense (Front Royal, n. 1995)
- Zach Brown, giocatore di football americano statunitense (Columbia, n. 1989)
- Zachary Carter, giocatore di football americano statunitense (Tampa, n. 1999)
- Zachary Cavanaugh, giocatore di football americano statunitense (Marshfield)
- Zach Cunningham, giocatore di football americano statunitense (Pinson, n. 1994)
- Zach Ertz, giocatore di football americano statunitense (Orange, n. 1990)
- Zach Evans, giocatore di football americano statunitense (Houston, n. 2001)
- Zach Harrison, giocatore di football americano canadese (Lewis Center, n. 2001)
- Zach Line, ex giocatore di football americano statunitense (Oxford, n. 1990)
- Zack Martin, ex giocatore di football americano statunitense (Indianapolis, n. 1990)
- Zach Miller, giocatore di football americano statunitense (Tempe, n. 1985)
- Zachary Pollari, ex giocatore di football americano canadese (Billings, n. 1986)
- Zach Sieler, giocatore di football americano statunitense (Pinckney, n. 1995)
- Zac Stacy, ex giocatore di football americano statunitense (Centreville, n. 1991)
- Zach Thomas, ex giocatore di football americano statunitense (Pampa, n. 1973)
- Zachary Thomas, giocatore di football americano statunitense (San Diego, n. 1998)
- Zach Tom, giocatore di football americano statunitense (Baton Rouge, n. 1999)
- Zachary Whitehead, giocatore di football americano statunitense (Hockessin, n. 1996)
- Zach Wilson, giocatore di football americano statunitense (Draper, n. 1999)
- Zach Wright, giocatore di football americano statunitense (Kimberly, n. 1998)

## Golfisti(1)
- Zach Johnson, golfista statunitense (Iowa City, n. 1976)

## Hockeisti su ghiaccio(2)
- Zach Parise, hockeista su ghiaccio statunitense (Minneapolis, n. 1984)
- Zach Redmond, hockeista su ghiaccio statunitense (Traverse City, n. 1988)

## Musicisti(2)
- Zach Filkins, musicista, chitarrista e modello statunitense (Colorado Springs, n. 1978)
- Zachary Steven Merrick, musicista statunitense (Maryland, n. 1988)

## Nuotatori(2)
- Zachary Apple, nuotatore statunitense (Trenton, n. 1997)
- Zachary Zorn, ex nuotatore statunitense (Dayton, n. 1947)

## Polistrumentisti(1)
- Zakk Wylde, polistrumentista, cantante e compositore statunitense (Bayonne, n. 1967)

## Politici(4)
- Zachary Macaulay, politico inglese (Inveraray, n. 1768 - Londra, † 1838)
- Zach Nunn, politico e ufficiale statunitense (Story City, n. 1979)
- Zachary Taylor, politico e generale statunitense (Barboursville, n. 1784 - Washington, † 1850)
- Zach Wamp, politico statunitense (Fort Benning, n. 1957)

## Registi(2)
- Zak Bagans, regista e scrittore statunitense (Washington, n. 1977)
- Zack Snyder, regista, sceneggiatore e produttore cinematografico statunitense (Green Bay, n. 1966)

## Rugbisti a 15(1)
- Zac Guildford, rugbista a 15 neozelandese (Masterton, n. 1989)

## Sciatori alpini(1)
- Zachary Crist, ex sciatore alpino e sciatore freestyle statunitense (n. 1973)

## Skeletonisti(1)
- Zach Lund, ex skeletonista statunitense (Salt Lake City, n. 1979)

## Slittinisti(1)
- Zachary DiGregorio, slittinista statunitense (Medway, n. 2001)

## Tennisti(2)
- Zack Fleishman, ex tennista statunitense (Santa Monica, n. 1980)
- Zachary Svajda, tennista statunitense (La Jolla, n. 2002)

## Tuffatori(1)
- Zachary Cooper, tuffatore statunitense (n. 1998)

## Wrestler(2)
- Zachary Wentz, wrestler statunitense (Lima, n. 1994)
- Zach Gowen, wrestler statunitense (Ypsilanti, n. 1983)

## Senza attività specificata(1)
- Zachary Stone, ex snowboarder canadese (Collingwood, n. 1991)